# وایپاهو (هاوایی)
وایپاهو (به انگلیسی: Waipahu) یک منطقهٔ مسکونی در ایالات متحده آمریکا است که در شهرستان هونولولو، هاوایی واقع شده‌است. وایپاهو ۷٫۲ کیلومتر مربع مساحت و ۳۸٬۲۱۶ نفر جمعیت دارد و ۱۹ متر بالاتر از سطح دریا واقع شده‌است.